# Isortoq
Isortoq (Isortoĸ avant 1973) est un village groenlandais situé dans la municipalité de Sermersooq près de Tasiilaq au sud-est du Groenland. La population était de 107 habitants en 2009.